# Kerplunk
Kerplunk је други студијски албум панк рок групе Грин деј, и последњи албум који је издала независна издавачка кућа.

## Списак песама
Све песме су написали Били Џо Армстронг (текстови) и Грин деј (музика), осим ако је назначено другачије.
1. "" – 2:24
2. "" – 2:30
3. "" – 3:30
4. "" – 3:33
5. "" – 2:26
6. "" (Тре Кул)
7. "" – 2:19
8. "80" – 3:39
9. "" – 3:00
10. "" – 3:39
11. "" – 2:44
12. "" – 2:32